# Antje (type reddingboot KNRM)
De Antje is een zogenaamde RIB-reddingboot van de Koninklijke Nederlandse Redding Maatschappij (KNRM). De Antje-klasse is ontworpen om vanaf een strand te kunnen worden gelanceerd, het type kreeg echter te kampen met vele technische gebreken. Hierop is van verdere ontwikkeling van dit type afgezien. Alle drie reeds aangeschafte schepen zijn in bruikleen gegeven aan zusterorganisaties op de Nederlandse Antillen, maar door slecht onderhoud zijn twee weer teruggehaald door de KNRM: de Martijn Koenraad Hof en de Jacoba Elisabeth. Het eerstgenoemde schip is inmiddels weer toegevoegd aan de reservevloot van de KNRM, de Jacoba Elisabeth is verkocht aan het MRI in Stonehaven.

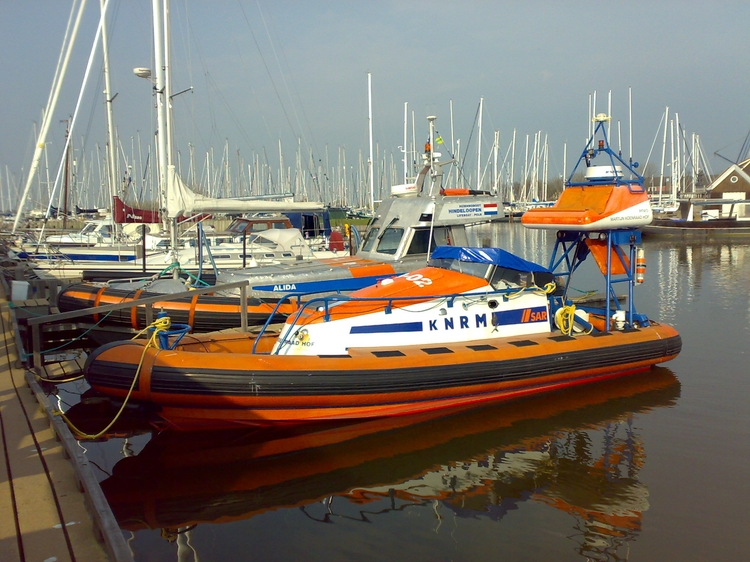

## Specificaties
| Lengte             | 9,1 meter  |
| Breedte            | 3,24 meter |
| Diepgang           | 0,5 meter  |
| Vermogen           | 2 × 230 pk |
| Snelheid           | 36 knopen  |
| Gereddencapaciteit | 20         |
| Bemanning          | 3          |

## Boten in de serie
| Naam                 | Thuishaven                   | Jaar indienststelling |
| -------------------- | ---------------------------- | --------------------- |
| Antje                | in bruikleen aan CITRO       | 1995                  |
| Martijn Koenraad Hof | Verkocht aan een Particulier | 1995                  |
| Jacoba Elisabeth     | verkocht aan MRI             | 1997                  |

Antje · Arie Visser · Atlantic · Avon · Float · Harder · Johannes Frederik · Nikolaas · Valentijn